# Де Зегер, Катрин
Катрин де Зегер (род. 14 апреля 1955, Гронинген) — международный куратор и критик современного искусства, искусствовед. Была директором музея изобразительных искусств в Генте (Бельгия). Выступала куратором австралийского павильона на 55-й Венецианской Биеннале в 2013 году
и куратором 5-й Московской Биеннале.
Также была арт-директором 18 Биеннале в Сиднее в 2012 году.

## Выставки и публикации
Книга Катрин де Зегер Women’s Work. Is Never Done представляет собой антологию, в которой собраны очерки о современных женщинах-художницах, написанные за 13 лет. В 2012 году де Зегер редактировала Women’s Work. Is Never Done (18-я Сиднейская Биеннале). Кэтрин де Зегер написала On Line. Drawing Through the Twentieth Century (1910—2010) в качестве куратора выставки с таким названием в Нью-Йоркском музее современного искусства. В 2010 году она была куратором выставки Alma Matrix: Bracha Ettinger and Ria Verhaeghe противопоставленной выставке Eva Hesse. Studioworks (2010) в Фонде Антони Тапиеса в Барселоне. Де Зегер была директором выставок и публикаций в Художественной галерее Онтарио в Торонто в 2007—2009 годах и исполнительным директором и главным куратором Центра Рисунка в Нью-Йорке в 1999—2006 годах, а также редактором его печатного органа: Drawing Papers. Стала соучредителем и работала директором бельгийского центра современного искусства Kanaal Art Foundation (Кортрейк, Бельгия, 1988—1998).
Катрин де Зенгер получила известность после того, как она была куратором Inside the Visible: An Elliptical Traverse of Twentieth-Century Art in, of, and from the Feminine в Институте современного искусства в Бостоне в 1996 году. Выставка сопровождалась важной книгой (MIT Press). Прочие выставки, к которым имела прямое отношение де Зингер, и к которым были изданы книги или каталоги, включают в себя: Мона Хатум: Beyond the Violence Vortex into the Beauty Vortex (2011); Браха Лихтенберг Эттингер: Art as Compassion (2011), в соавторстве с Гризельдой Поллок; Кристина Иглесиас: Deep Fountain (2008); Джули Мерету: Drawings (2007); Freeing the Line (2007); Ева Гессе Drawing (2006); Джоэль Туэролинк: Drawing Inventory (2006); 3 x Abstraction: New Methods of Drawing Хильмы аф Клинт, Эммы Кунц, и Агнес Мартин (2005); Ричард Таттл: It’s a Room for 3 People  (2005); Джузеппе Пеноне: The Imprint of Drawing (2004); The Stage of Drawing: Gesture and Act. Selected from the Tate Collection (2003); Анна Мария Майолино: A Life Line/Vida Afora (2002); Untitled Passages Анри Мишо (2000); The Prinzhorn Collection: Traces upon the Wunderblock (2000), и Марта Рослер: Positions in the Life, 1998. В соавторстве с Кэрол Армстронг: Women Artists at the Millennium (MIT Press).

## Скандал с выставкой коллекции Топоровского
В 2018 году в музее изящных искусств в Генте состоялась выставка русского искусства из собрания Игоря Топоровского. Подлинность выставленных произведений была поставлена под сомнение.
Катрин де Зегер Zegher утверждала, что располагает подтверждениями подлинности от двух независимых экспертов, что может имеет все необходимые документы. Оба названных эксперта, однако, отрицают, что проводили экспертизу, заявляют, что предостерегали де Зегер от проведения этой выставки. Последовала реакция со стороны городских властей Гента: выставка была прервана, а комитет, ответственный за её проведение, распущен. Все предметы будут возвращены владельцу. Топровский заявил, что будет проведено расследование для проверки подлинности работ. Несколько арт-директоров раскритиковали работу и позицию Катрин де Зегер. Однако она продолжает настаивать на своей правоте. Музейный совет распорядился провести тщательную проверку и до получения результатов приостановил полномочия Катрин де Зегер.

## Избранные кураторские проекты
2018. Коллекция Топоровского в Музее изящных искусств в Генте
2013. Австралийский павильон на 55-й Венецианской Биеннале.
2013. 5-я Московская Биеннале
2012. 18-я Сиднейская Биеннале.
2010. On Line. Drawing Through the Twentieth Century, Музей современного искусства в Нью-Йорке.
и многие другие